# Scorpaena annobonae
Scorpaena annobonae és una espècie de peix pertanyent a la família dels escorpènids.
Fa 4,4 cm de llargària màxima. És un peix marí, demersal i de clima tropical que viu entre 9-48 m de fondària. Es troba a l'Atlàntic oriental central: Pagalu (Guinea Equatorial).
És inofensiu per als humans.